# José Cavaquinho
José Cavaquinho (* 20. März 1884 in Guaratinguetá im brasilianischen Bundesstaat São Paulo; † 1. Mai 1951 in Rio de Janeiro), eigentlich José Rabelo da Silva, war ein brasilianischer Cavaquinhospieler, Gitarrist, Flötist, Dirigent und Komponist, der auch unter dem Namen Zé Cavaquinho bekannt ist.

## Leben
José Cavaquinho zog schon in jungen Jahren nach Rio de Janeiro, wo er das Spielen des  Cavaquinho erlernte. Später begann er, Flöte und Gitarre zu spielen. Seine musikalische Karriere begann im Alter von 19 Jahren. Zu dieser Zeit spielte er als Flötist in verschiedenen Musikgruppen, die Vorführungen in Kinos begleiteten. Er wurde Mitglied des Ensembles Cavaquinho de Ouro, in dem viele andere bekannte Musiker wie Quincas Laranjeiras, Anacleto de Medeiros, Luís de Souza, Juca Kalut, Catulo da Paixão Cearense, Irineu de Almeida und Heitor Villa-Lobos spielten. 1908 gründete und leitete er ein eigenes Orchester. Des Weiteren arbeitete er als Gitarrenlehrer und schrieb Schulen für das Studium des Cavaquinho. Er unterrichtete unter anderen Ivone Rabelo, die in Brasilien zu einer bekannten Gitarristin wurde. Daneben war er beruflich als Beamter im Landwirtschaftsministerium tätig. Zu seinen erfolgreichsten Kompositionen zählen der Walzer Miragem sowie die beiden Brasilianischen Tangos Ipiranga und Guanabara.

## Werkauswahl
- Guanabara
- Ipiranga
- Miragem